# Samlade singlar
För albumet av Håkan Hellström, se Samlade singlar 2000–2010.
Samlade singlar är ett samlingsalbum med rockgruppen  Reeperbahn som släpptes 14 december 1982. Albumet innehåller b-sidor, låtar som inte släpptes med studioalbumen. 2010 släpptes albumet på CD, med nytt omslag samt med bonus-DVD:n "Tevedevede" innehållandes bandets spelningar på Svensk TV åren 1980-83.

## Låtlista
Text och musik: Olle Ljungström och Dan Sundquist.
1. Dansar (3:08)
2. Inget (3:40)
3. Månen (2:47)
4. Början (2:22)
5. Utanför muren (2:40)
6. Till: Mitt Liv (3:21)
7. Be-bop! (2:10)
8. Lycklig (3:50)
9. Havet ligger blankt (3:26)
10. Apparaten som visste för mycket (3:49)
11. I ditt register (3:21)
12. Blommor (3:30)
13. Ljuset (2:42)
14. Blod & Sand (3:23)

## Bonusspår på CD-utgåvan 2010
1. Nedåt-uppåt (live) (2:37)
2. Underground (3:00)
3. Sorglösa timmar & sömnlösa nätter (2:26)

## Live-DVD
1. Början
2. Havet ligger blankt
3. En hel natt
4. Ljuset
5. Be-bop
6. Inget
7. Lycklig
8. Apparaten som visste för mycket
9. Förnedringen
10. Vackra livet
11. Venuspassagen
12. Marrakech
13. Peep-show